# حادي التيوس: أو فتنة النفوس لعذارى النصارى والمجوس
حادي التيوس أو فتنة النفوس لعذارى النصارى والمجوس رواية للروائي الجزائري أمين الزاوي. صدرت الرواية لأوّل مرة عام 2011 عن الدار العربية للعلوم ناشرون في بيروت، بالاشتراك مع منشورات الاختلاف في الجزائر العاصمة. ودخلت في القائمة الطويلة للجائزة العالمية للرواية العربية لعام 2013، المعروفة باسم «جائزة بوكر العربية».

## حول الرواية
يتتبع الكاتب الجزائري «أمين الزاوي» في هذه الرواية مسار حياة ثلاث جميلات فرنسيات كاثوليكيات يقررن اعتناق الإسلام كل واحدة مدفوعة برغبة خاصة تحركها. أثار خبر اعتناق الإسلام من قبل الجميلات فتنة بين الذكور: ما بين «الإمام» الذي يتولى الإشراف على مراسيم حفل الدخول في الإسلام، و«الصحفي» الذي يذهب لإجراء حوار معهن إلى «شاب» يدعي أنه الحفيد الأصغر لنابليون الثالث. بأسلوب سردي محكي ما بين التاريخي (زيارة نابليون للجزائر) والفنتازيا تظهر رواية «حادي التيوس» أعطاب العلاقة مع الآخر في عالم عربي ينهشه الفساد والنفاق.